# Greda (reljef)
Greda je reljefni oblik. Može označavati hrbat, vršni dio uzvišenja:20., 22., stijenu, sprud ili vododijelnicu (razvodnicu).
Greda je česta u hrvatskoj toponimiji. Na dinarskom gorju označava "veću kamenu gromadu", "veliku stijenu" (Markezina greda i Bobanova greda na Kozjaku, Tulove grede na Velebitu). U ritskim predjelima označava "sprud", u ravničarskim i "šumu" (Zlatna Greda u Baranji) ili pak "lijehu", najčešće kao umanjica "gredica" ili " povišeno tlo" (Babina Greda).